# 北辛文化

北辛文化の範囲

北辛文化（ほくしんぶんか、北辛文化、拼音: bĕixīn wénhuà, 紀元前5300年頃 - 紀元前4100年頃）は、中国山東省の黄河下流域で発見された新石器時代の文化である。
標式遺跡は1964年に山東省南部・滕州市（当時は滕県）の官橋鎮北辛村で中国社会科学院考古研究所により発見された北辛遺跡である。この遺跡は大汶口文化（紀元前4100年頃 - 紀元前2600年頃）の遺跡の下から発見された。その一部が1978年から1979年にかけて発掘された。
この文化の遺跡からは黄褐陶（砂混じりの土を低い温度で焼いた陶器）や紅陶（きめ細かい泥を高い温度で焼いた陶器）でできた鼎などの調理器が発見され、一部ではさらに高い温度で焼いた灰陶や黒陶も出土している。石斧や石鎌などに用いた磨製石器や打製石器、骨角器なども発見された。
この文化の研究から、当時は採集や狩猟のほかに、雑穀を栽培する原始的な農業や、ブタやスイギュウなどの飼育がおこなわれていたことがわかる。